# Amoucha
Amoucha (en chaoui des Amouchas : Iɛemmucen) est une agglomération chef-lieu de commune de la wilaya de Sétif située en Kabylie, limitrophe de la Wilaya de Bejaia, en Algérie.

## Géographie
Le territoire d'Amoucha est traversé par la route nationale RN09 qui relie les villes de Sétif et de Béjaïa. Elle est insérée dans une zone montagneuse, dans les Babors en Petite Kabylie. La commune est située à 80 km au sud-est de Béjaïa et à une trentaine de kilomètres au nord de Sétif.

## Histoire

### Époque coloniale française
En 1880, durant la colonisation française de l’Algérie, Amoucha est érigée en Commune mixte rattachée au département de Constantine, dépendant de l'arrondissement de Bougie. En 1959, elle est rattachée au département de Sétif nouvellement créé.

#### Massacres du 8 mai 1945
Pendant la colonisation Française en Algérie et notamment lors des massacres du 08 Mai 1945, la commune de Amoucha fut particulièrement touchée au même titre que les villes de Sétif, Kherrata et Guelma.